# 토머스 먼
토마스 먼(Thomas Mun, 1571년 ~ 1641년)은 영국의 경제학자이다. 동인도회사의 이사가 되었다가 중상주의 이론을 제창한 뒤 무역차액설을 정형화하였다.

## 같이 보기
- 중상주의
- 영국 동인도 회사
- 무역수지
- 경제사상사